# François Michel Le Tellier, marquès de Louvois

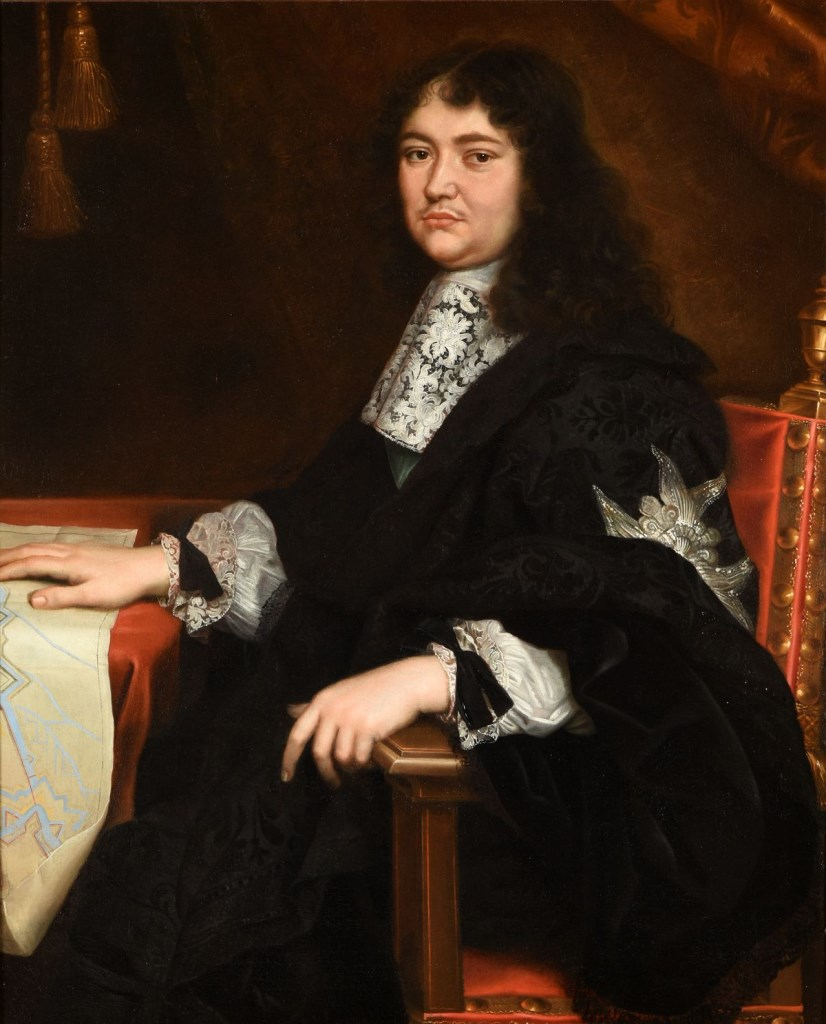
Retrat de François-Michel Le Tellier, marquès de Louvois.

François Michel Le Tellier de Louvois, Marquès de Louvois (París, 18 de gener de 1641 - Versalles, 16 de juliol de 1691), fou un estadista francès que ocupà diversos ministeris, i en particular, el de la guerra, durant el regnat de Lluís XIV de França.

## Biografia
Amb només 15 anys, el seu pare aconseguí que li assignessin el lloc de Secrétaire d'État à la Guerre o ministre de la guerra, càrrec que ocuparia efectivament a partir de 1677.
El 1672, ocupà el càrrec de ministre d'Estat i entrà al consell reial, on participà en les intrigues contra Jean-Baptiste Colbert fins a aconseguir el seu lloc de superintendent de Construccions, Arts i Manufactures, el 1683. Des d'aquest càrrec, va dirigir les tasques de construcció del Palau de Versalles.
Com a ministre de la guerra, va contribuir a reorganitzar i modernitzar l'exèrcit, tot permetent l'escalada en la jerarquia als militars en funció dels seus mèrits, i no només per raons de llinatge; també va millorar l'equipament, armes i infraestructures.
Va dirigir l'exèrcit que conquerí i ocupà l'Alsàcia, que seria annexionada el 1681.